# Sphodromantis annobonensis
Sphodromantis annobonensis é uma espécie de louva-a-deus da família dos Mantidae, sendo encontrados na Guiné e na Guiné Equatorial.